# 八ヶ岳
八ヶ岳（やつがたけ、八ケ岳とも表記される）は、諏訪湖の東方にあって長野県から山梨県へと南北に連なる火山。日本百名山の一つ。
「八ヶ岳」は特定の一峰を指して呼ぶ名前ではなく、山梨・長野両県に跨る山々の総称であるが、その範囲は「夏沢峠以南のいわゆる南八ヶ岳のみ」「南八ヶ岳及び北八ヶ岳の領域（蓼科山を除いた領域）」「蓼科山まで含んだ八ヶ岳連峰全体」など様々な定義がある。日本百名山でいう八ヶ岳は南八ヶ岳のみを指す。

## 概要

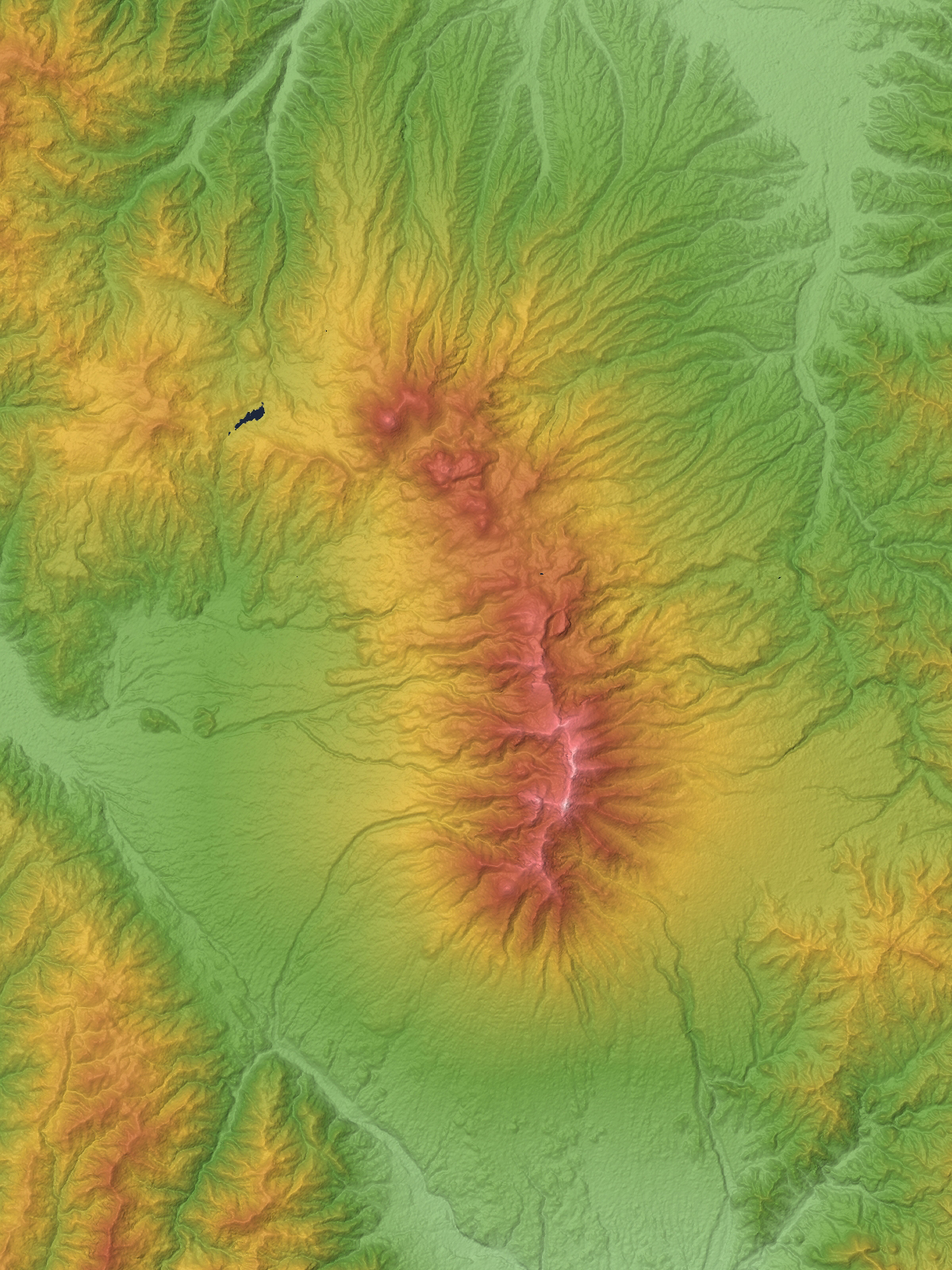
八ヶ岳火山列の火山体地形図

八ヶ岳は北の蓼科山（標高2,530m）から南の編笠山（標高2,524m）まで南北約25kmの距離におよそ20の峰が連なる火山列である。また、その周囲の南北60km、東西25kmの範囲に火山噴出物がみられる。最高峰は赤岳（標高2,899m）。
南北に長い八ヶ岳は夏沢峠を境界として北八ヶ岳と南八ヶ岳に分けられ異なる山容を示す。北八ヶ岳の山々は、山頂部は比較的なだらかな峰が多く溶岩流や溶岩円頂丘などをよく残しており、山麓部はひだ状に開析された火山麓が広がる。北八ヶ岳では樹林帯が山稜近くまで続き湖沼も点在する。一方、南八ヶ岳の山々は、山頂部は侵食作用によって切り立った峰が連なり、山麓部には巨大な扇状地が取り囲んでいる。南八ヶ岳には急峻な地形を利用した日本有数のロッククライミングの岩場があり、また冬場は氷瀑のアイスクライミングでも知られる岩稜が中心となっている。
これらのほとんどの領域が、八ヶ岳中信高原国定公園に指定されている。また一帯は、火山地帯のため、多くの温泉を有している。
火山としての八ヶ岳は歴史時代、確実な噴火記録は残っていない。しかし、古文書にある888年（仁和4年）の災害を、天狗岳の山体崩壊で発生した大月川岩屑流の発生と関連する火山活動と推定する仮説がある。山体崩壊の原因は噴火とも地震とも言われているが、地震、噴火とも今もって全く証拠が見つからず、大きな謎になっている。また歴史上の記録には残っていないが、北横岳には地質的に新しい溶岩噴出があり、最近の研究では600 - 800年前の噴出と見られている。
八ヶ岳の1200m位までは高原野菜が栽培され、また牧場が広がりその上に広葉樹林、針葉樹林、雑木帯、お花畑、荒々しい岩稜へと続く。広大な裾野には、東側の清里高原や野辺山高原、西側の富士見高原や蓼科高原などが広がっており、夏の冷涼な気候を利用してレタスやキャベツなどの高原野菜の栽培が行われている。山梨県、長野県にまたがるその裾野は、諏訪盆地、佐久盆地、甲府盆地へと広がっている。
山麓には伏流水が湧くため、特に西南側の裾野一帯にかけて縄文時代の遺跡が濃密に分布する。長野県側では井戸尻遺跡や尖石遺跡がある。山梨県側では縄文草創期の神取遺跡（北杜市、旧・北巨摩郡明野村）や青木遺跡をはじめ、諸磯式期の天神遺跡（旧・大泉村）がある。縄文中期には拠点集落が山麓地域から甲府盆地へ移るが、八ヶ岳山麓でも敷石住居群が見られる上ノ原遺跡がある。後晩期には全域的に遺跡数が減少するものの、金生遺跡（旧大泉村）は集落跡と祭祀施設が複合した遺跡で、縄文時代の精神文化が現れた配石遺構が見られる。
なお、「八ヶ岳」の由来は、「八百万」などと同じように、山々が多く連なる様子から「たくさん」という意味で「八」としたとも、幾重もの谷筋が見える姿から「谷戸（やと）」にちなんで名づけられたとも、文字通り八つの峰に見えるからとも、複数のいわれが存在する。

## 主な山・峠
| 蓼科山 ▲ 大岳 北横岳 ▲ 縞枯山 ▲ ● 麦草峠 中山 ▲ 天狗岳 ▲ ● 夏沢峠 ▲ 硫黄岳 ▲ 横岳 阿弥陀岳 ▲ 赤岳 ▲ 権現岳 ▲三ッ頭 編笠山 ▲ |
| 八ヶ岳火山列の地形図。 スペースシャトル標高データ使用。 ※表示環境によっては文字のズレが生じることがある。                   |

### 南八ヶ岳
- 編笠山 (2,524 m)
- 西岳 (2,398 m)
- 三ッ頭 (2,580 m)
- 権現岳 (2,715 m)
- 赤岳 (2,899 m) - 最高峰
- 中岳 (2,700 m)
- 阿弥陀岳 (2,805 m)
- 横岳 (2,829 m)
- 硫黄岳 (2,760 m)
- 赤岩の頭 (2,656 m)
- 峰の松目 (2,567 m)
- 夏沢峠 - 南八ヶ岳・北八ヶ岳の境界

### 北八ヶ岳
- 箕冠山 (2,590 m)
- 根石岳 (2,603 m)
- 天狗岳 (2,646 m)
- 中山 (2,496 m)
- 丸山 (2,330 m)
- 麦草峠 - 国道299号が通過
- 茶臼山 (2,384 m)
- 縞枯山 (2,403 m)
- 北横岳（横岳） (2,480 m)
- 大岳 (2,381 m)
- 双子山 (2,224 m)
- 大河原峠
- 蓼科山 (2,530 m)

## 動植物
植生は、標高1,700 m以下が落葉広葉樹林、標高約2,500 m以下が亜高山帯針葉樹林、それ以上がハイマツ帯となっている。西岳の標高1,700 m付近の一角には、希少種のヤツガタケトウヒが自生している。かつては生息していたライチョウは、ハイマツの減少や登山客のゴミの放置によるキツネなど肉食獣の増加により、八ヶ岳一帯では絶滅したものと見られている。
北八ヶ岳の縞枯山や蓼科山・北横岳では、縞枯れ現象が見られる。 縞枯れは、亜高山帯針葉樹林のシラビソ・オオシラビソが帯状に枯れ、その縞枯れの帯が、山頂に向かって長い年月をかけ移動していく現象である。遠方からは、山の斜面に何列もの白い縞に見える。
北八ヶ岳は苔の宝庫で、500種類近く（日本国内で見られる苔の約4分の1）が自生する。            
八ヶ岳は独立した連峰である。よってここだけで進化した花、植物や樹木がある。花、植物ではヤツガタケキスミレ、ヤツガタケキンポウゲ、ヤツガタケタンポポ、ヤツガタケアザミ、ヤツガタケシノブ、樹木ならヤツガタケトウヒなど八ヶ岳の名の付くものが数多い。        

## 神話
八ヶ岳には「富士山と背比べをして勝利したものの、富士山に蹴り飛ばされて八つの峰になった」という神話がある（「蹴り飛ばされた」の部分はその他にも説がある。例えば、背比べの際に用いた筒、すなわち富士山と八ヶ岳との間にかけて水を流し、どちらに流れるかを調べるのに用いた筒を持って富士山が八ヶ岳を叩いたなど）。また、同神話では蓼科山は八ヶ岳の妹で、八つの峰になった八ヶ岳を見て泣いて、それが川になり溜まったのが諏訪湖とされている。
ところで、八ヶ岳の最高峰の赤岳は国常立命の山だとされる。山麓の長野県茅野市には赤岳神社里宮が鎮座し、赤岳講の信仰も根強い。なお、神代の頃、八ヶ岳の名をつける時、峰が七つしかなかった。そこで東方の山を一つもらい、八つの峰にした。この山を茂来山（もらいさん）という。
一方、八ヶ岳には神話や、修験道等に由来する石祠や石碑などが多い。このような神話から、かつて八ヶ岳は富士山より高い1つの山であって、噴火で頂上部が山体崩壊したという風説（実際、第四紀火山としての古阿弥陀岳が崩壊し、韮崎岩屑流が発生している）が太古から現在に至るまで存在しているが、現在は複数の火山の集合体である。
- 赤岳頂上の石碑。第二次世界大戦前は国常立命像があった。
- 奥三ツ頭の石宮、講中碑、地蔵、不動碑、舟形碑
- 権現岳の大鉄剣、石碑
- 阿弥陀岳の鳥居(撤去)、石像、石碑
- 観音平の石仏と石碑
- 古杣川の鎖場
- 三頭山頂の経塚と石碑
- 西岳の菩薩像、石碑
- 真教寺尾根、霊鷲山など修験道的な地名、その他[7]。

## 遺跡
広大な山麓には旧石器時代、縄文時代からの国宝級の遺跡、土器、土偶 石器などが発掘されている。野辺山では約1万4千年前の旧石器時代の石器が、南佐久郡北相木村の洞窟からは縄文時代早期の人骨や生活用品が、それぞれ発掘されている。
茅野市の尖石縄文考古館には、この地方で発掘された出土品や、国宝に指定されている土偶(縄文のビーナス)や、仮面土偶(仮面の女神)などが展示されている。ほかには、富士見町の井戸尻遺跡、原村の阿久遺跡があり、和田峠の黒曜石などもよく知られている。

## 主な山小屋
- 赤岳頂上小屋
- 赤岳天望荘
- 硫黄岳山荘
- オーレン小屋
- 赤岳鉱泉
- 本沢温泉
- 行者小屋
- 双子池ヒュッテ[8]

## ギャラリー

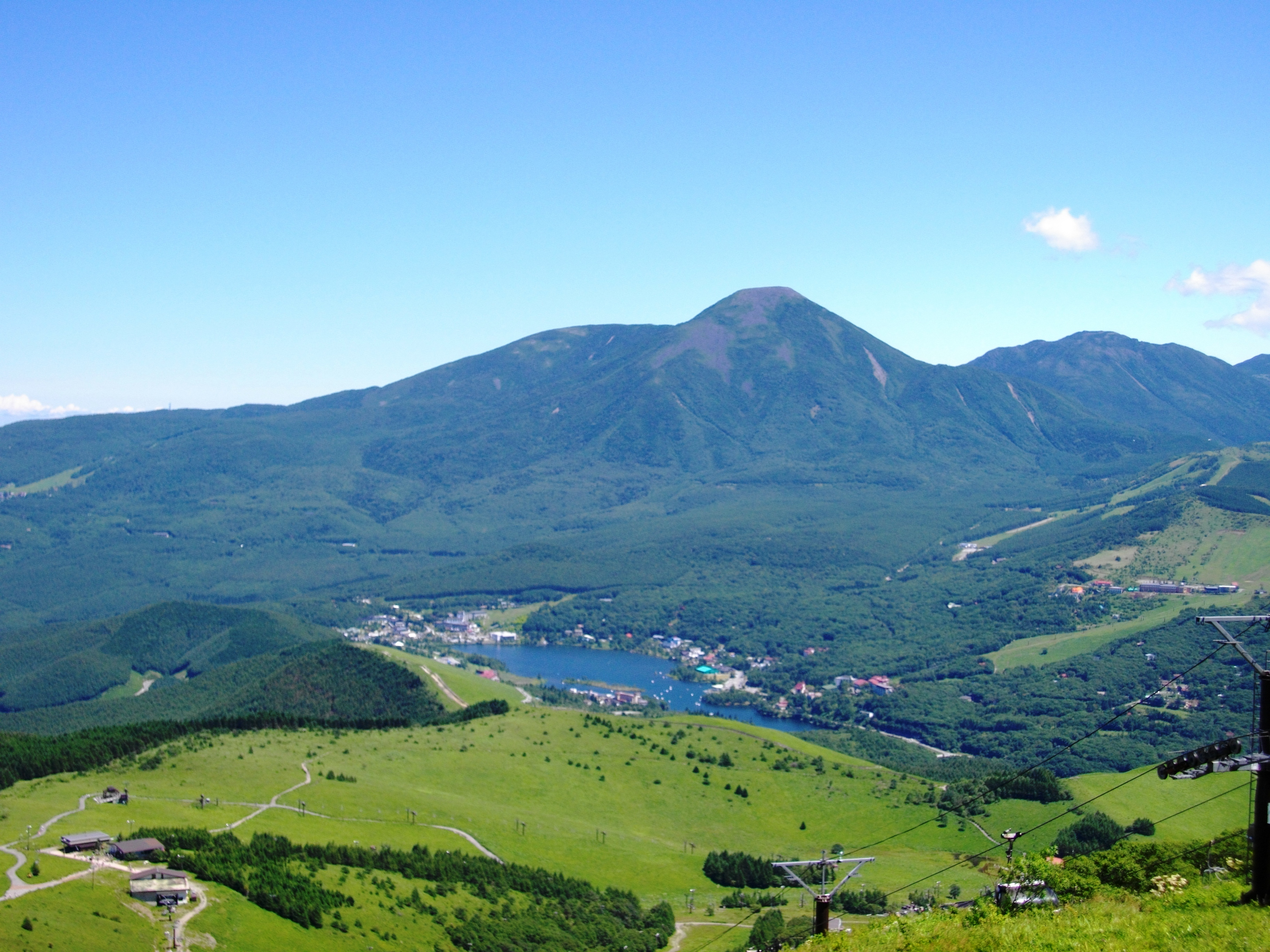
比較的なだらかな地形の北八ヶ岳 （車山山頂より・正面は蓼科山）
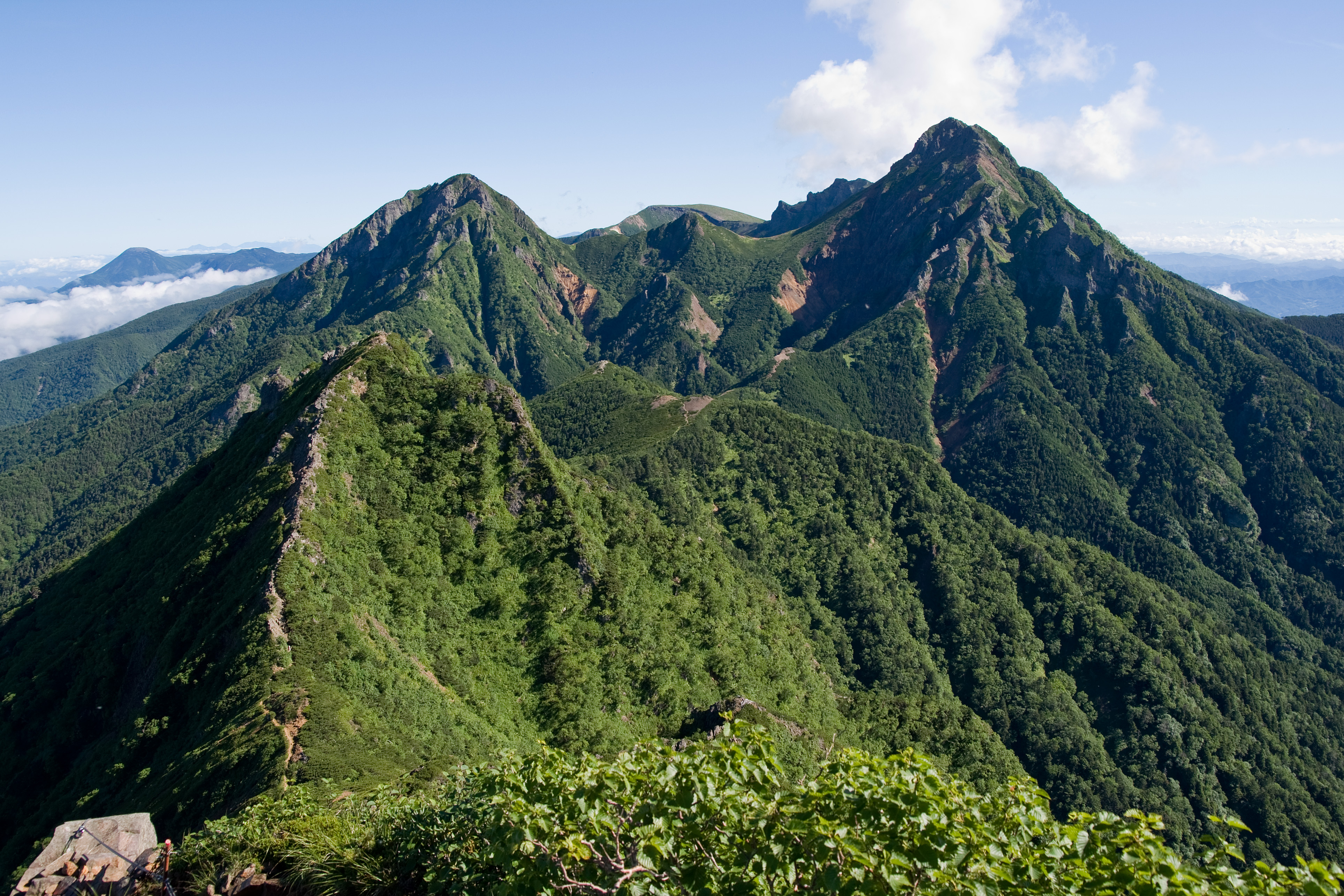
急峻な地形の南八ヶ岳 （権現岳山頂より・右は最高峰の赤岳）
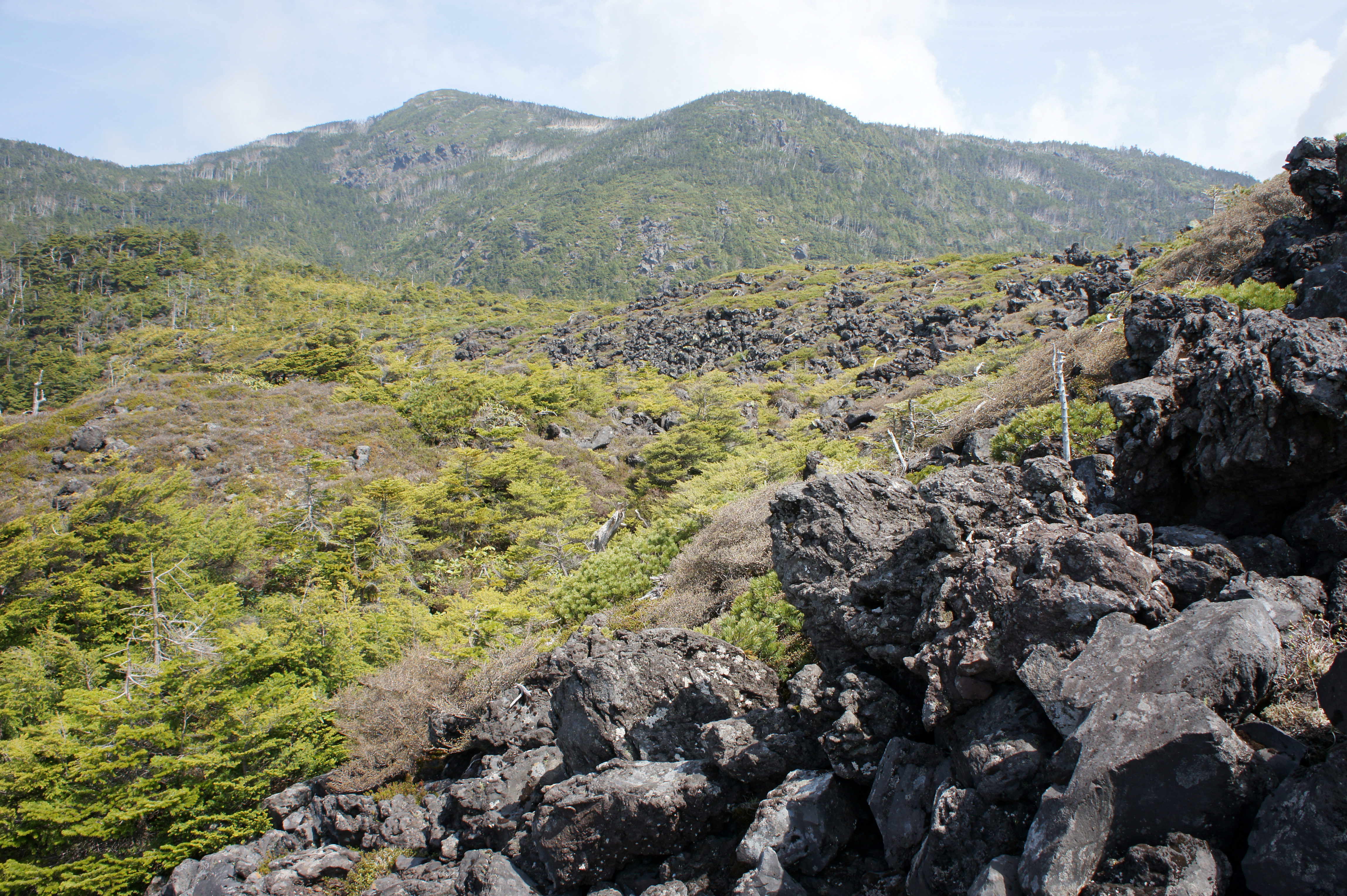
八ヶ岳連峰の中で最も新しい溶岩地形である北横岳・坪庭
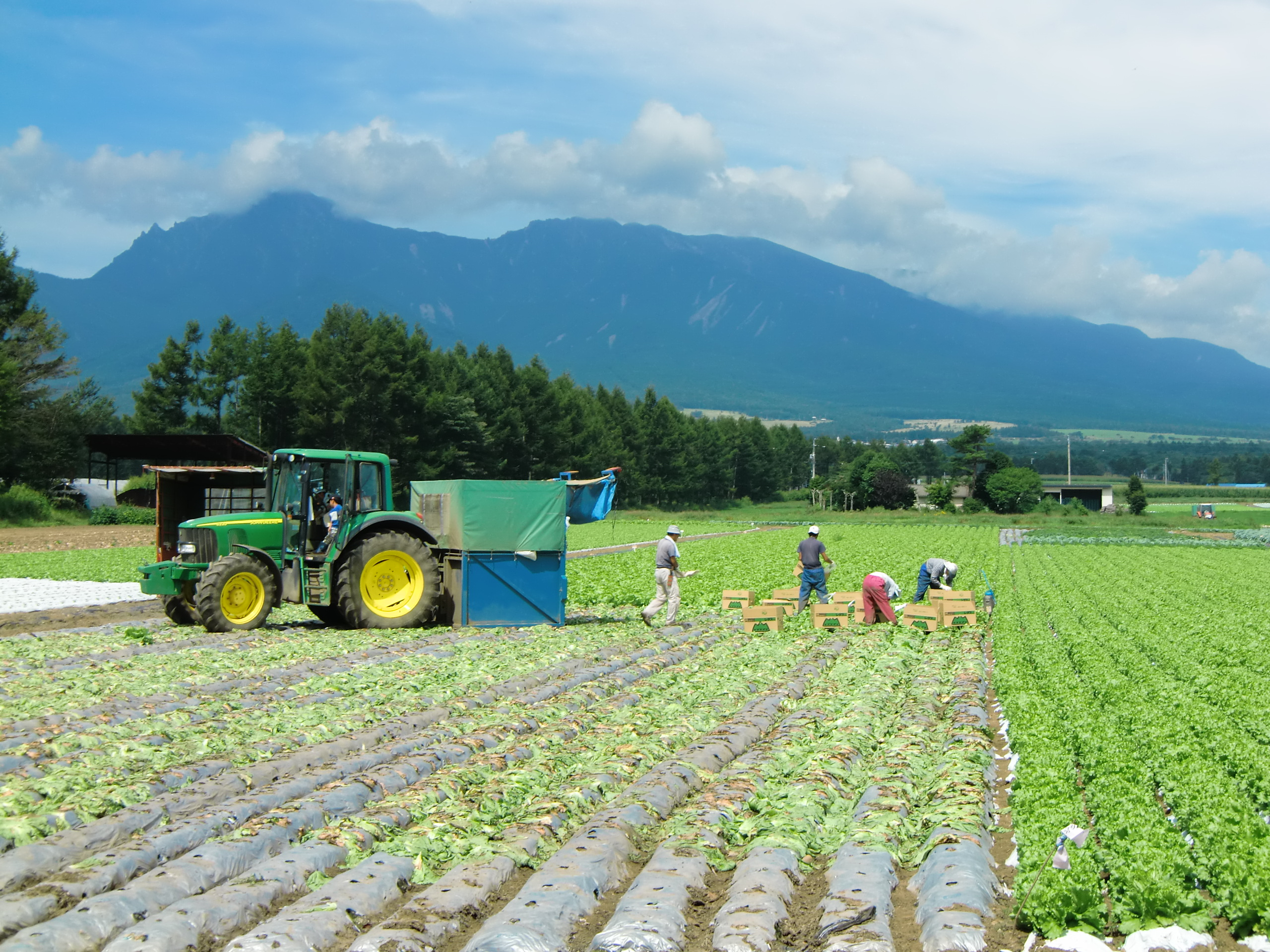
八ヶ岳東麓の野辺山高原における高原野菜の栽培風景
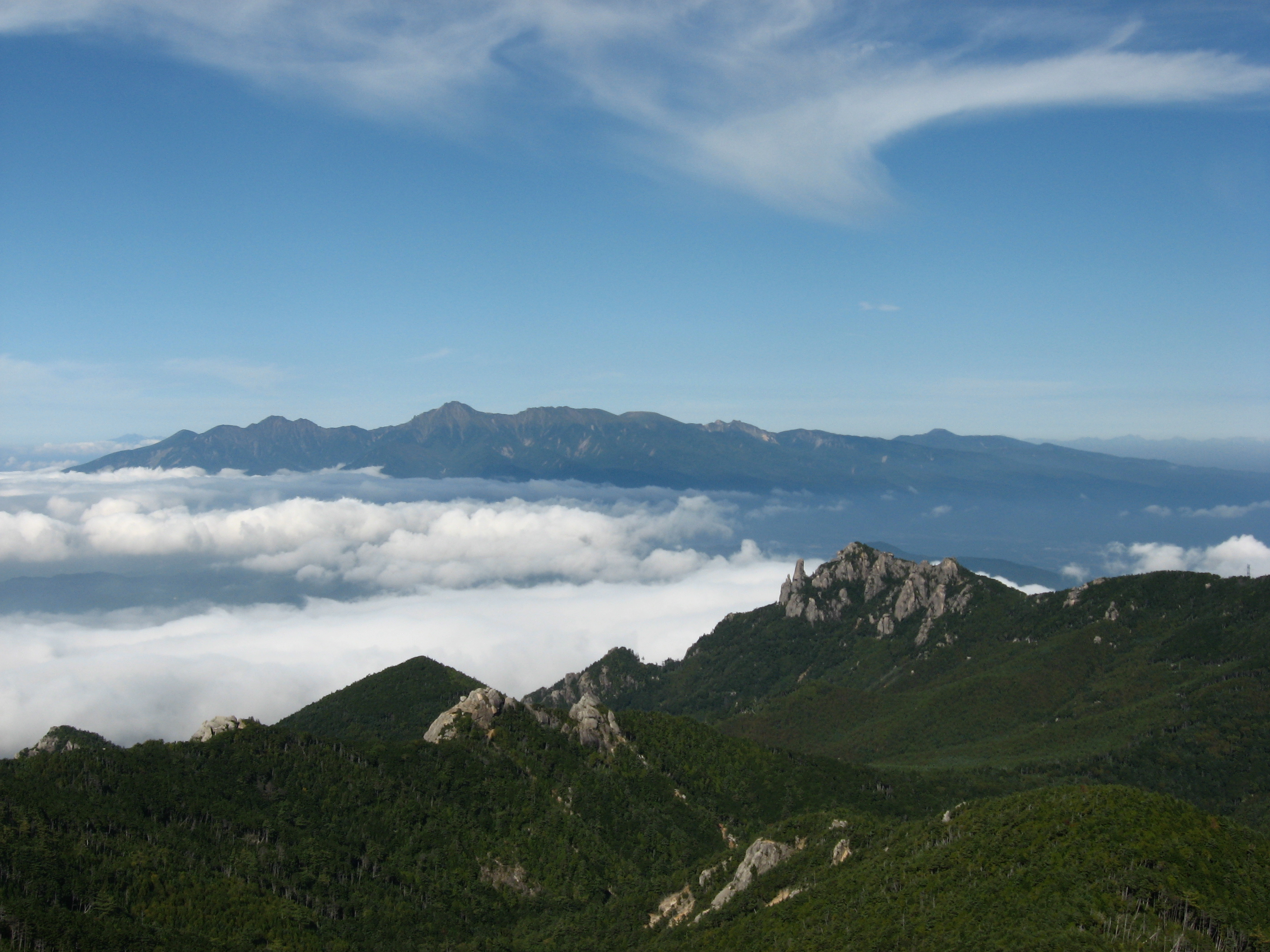
奥秩父の金峰山より
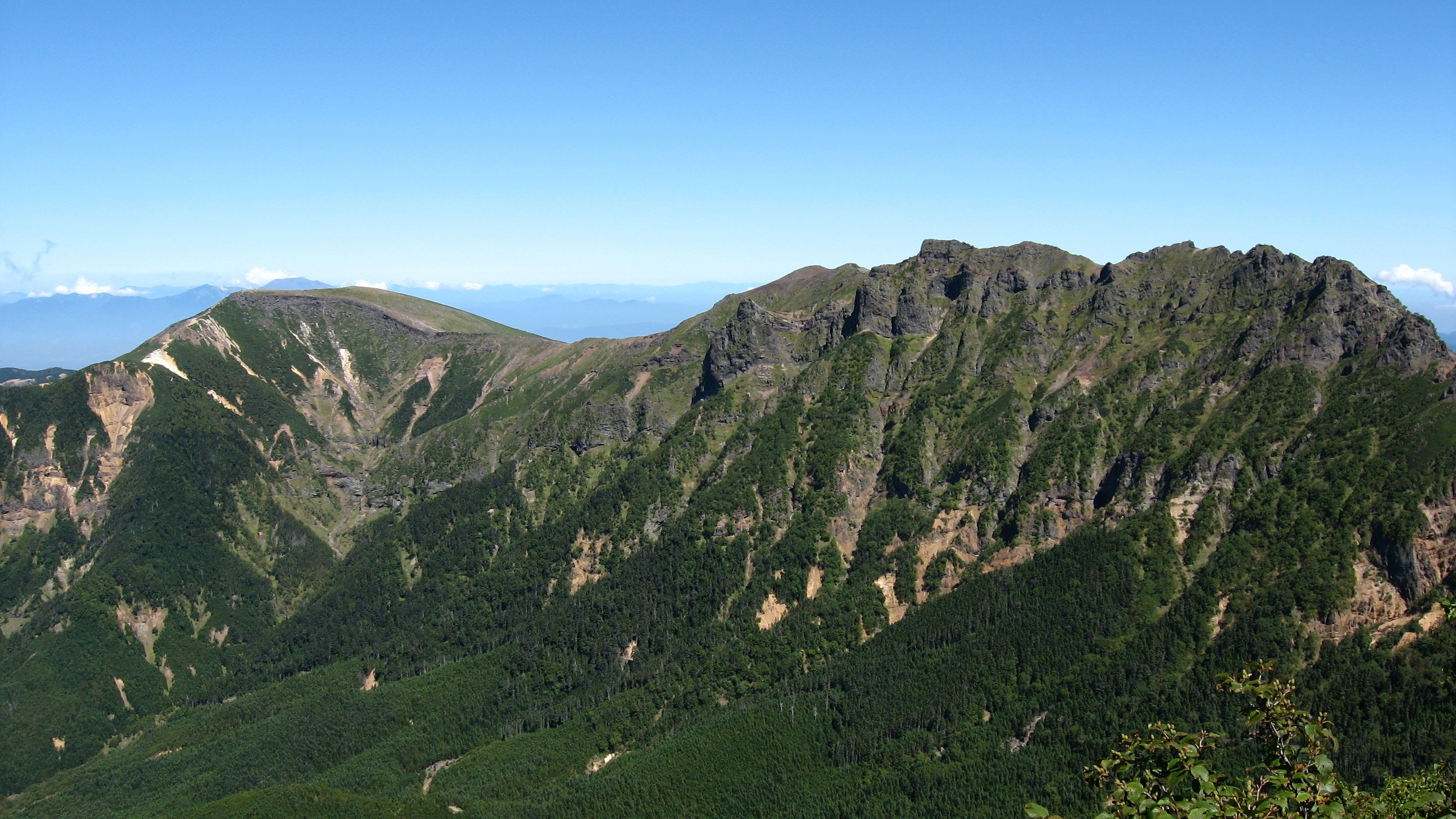
阿弥陀岳より望む硫黄岳(左)と横岳(右)
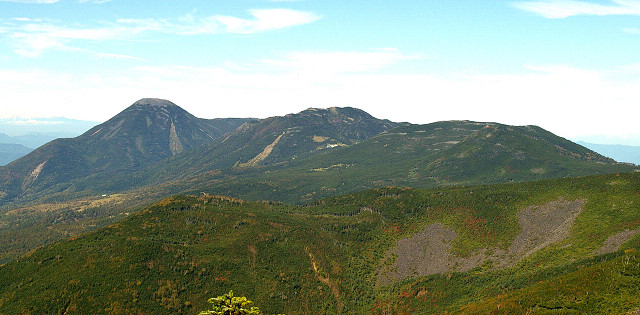
天狗岳中腹より北八ヶ岳を望む 右手前から縞枯山・横岳・蓼科山
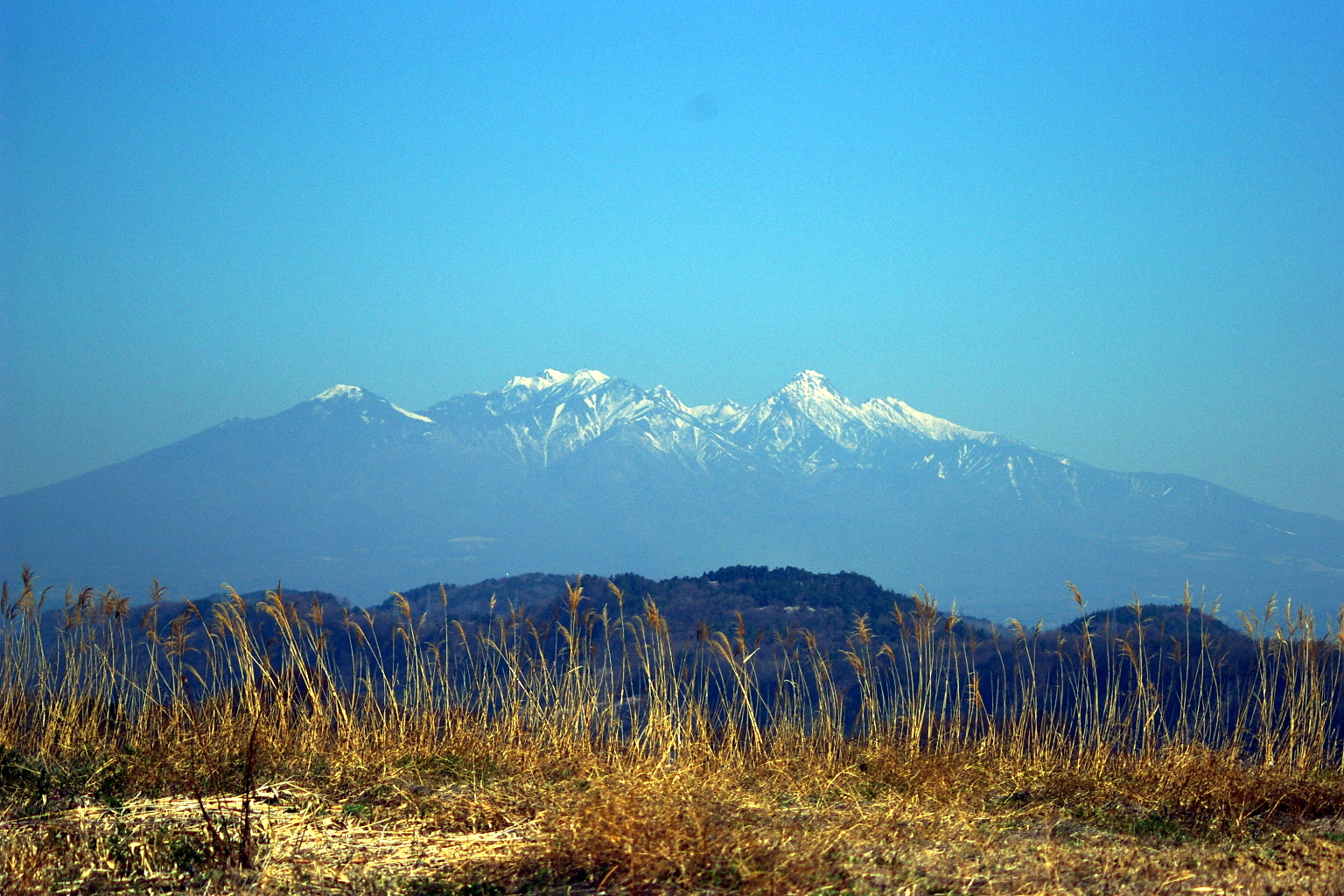
韮崎市より望む南八ヶ岳
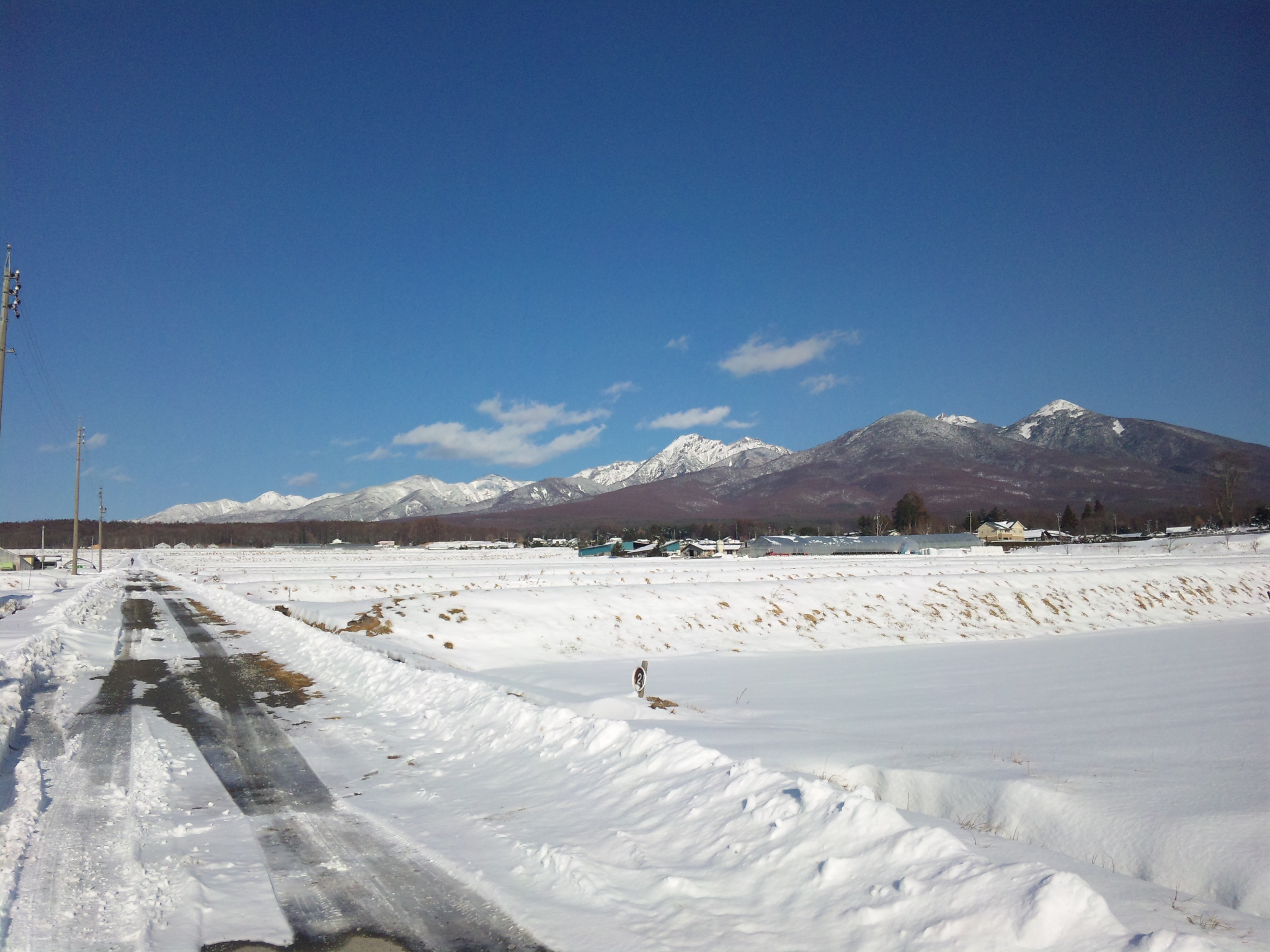
原村から望む雪の八ヶ岳連山
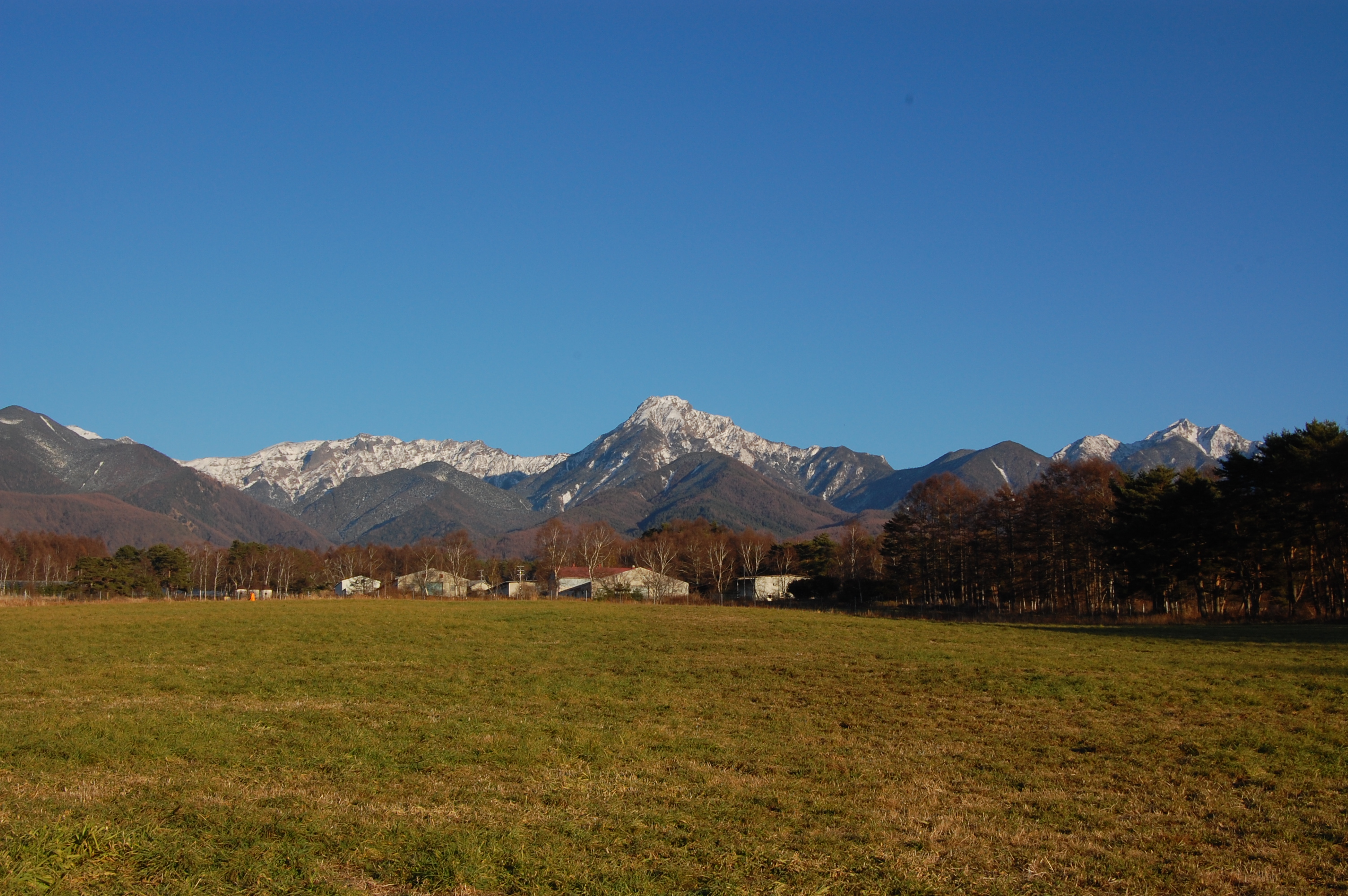
茅野市より望む八ヶ岳
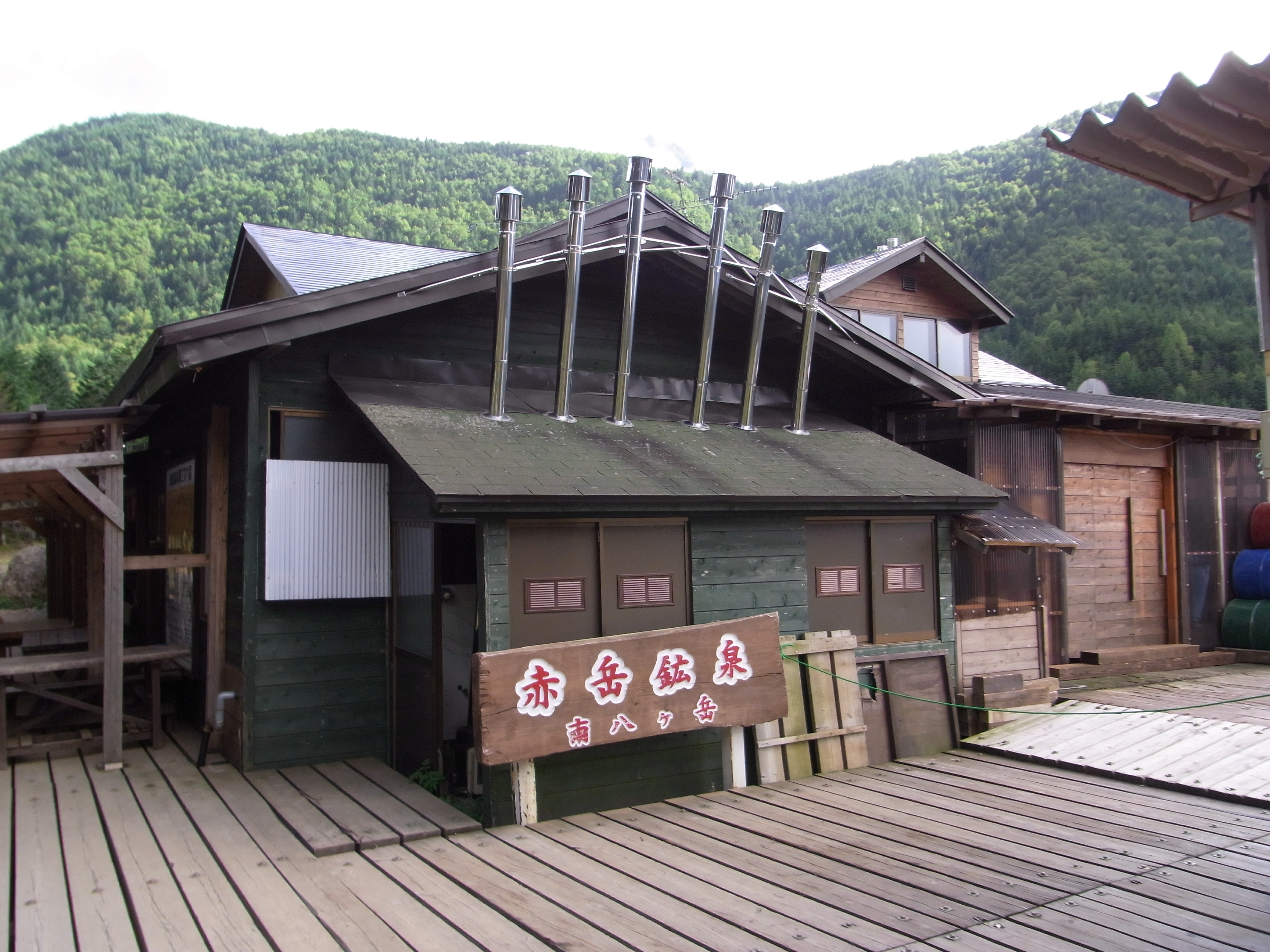
赤岳鉱泉
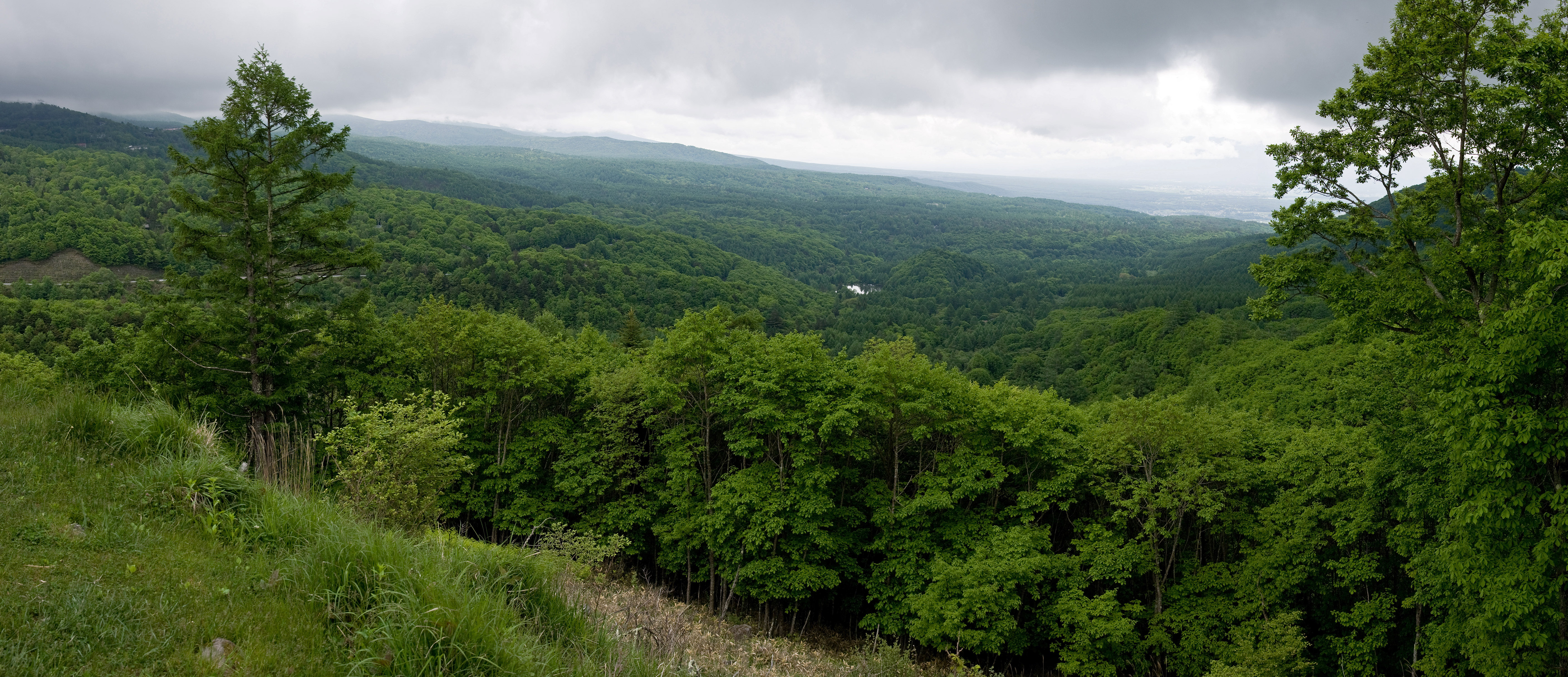
北八ヶ岳連山の西側に広がる蓼科高原
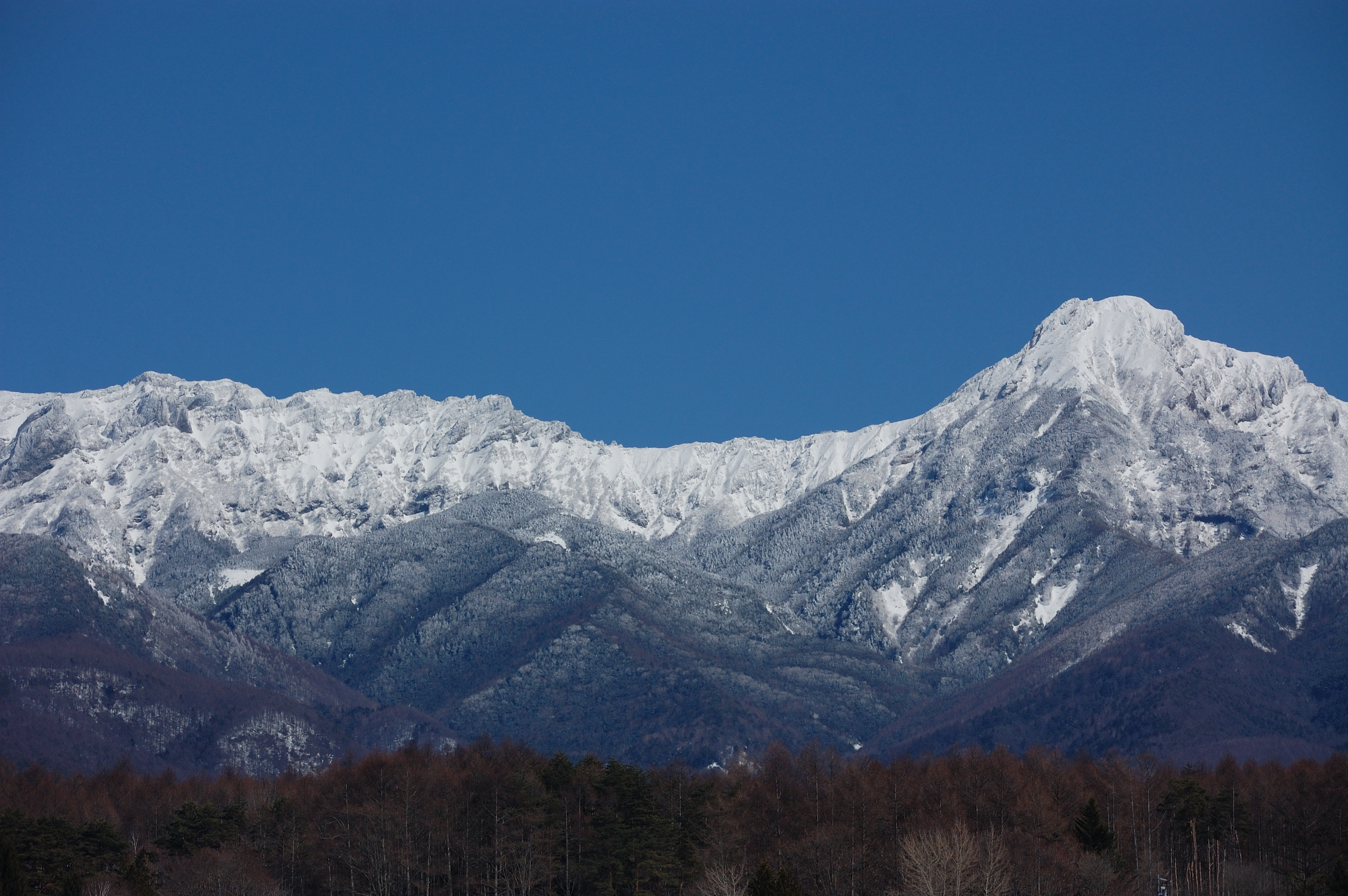
西麓より仰ぐ冬の八ヶ岳（2014年3月）